# Cô gái Đan Mạch
Cô gái Đan Mạch (tên gốc: The Danish Girl) là một phim thuộc thể loại tiểu sử của Anh Quốc, phát hành 2015, được đạo diễn bởi Tom Hooper, dựa trên một cuốn truyện cùng tên, viết vào năm 2000 bởi David Ebershoff. Cuốn sách này dựa sơ lược trên cuộc đời của 2 nhà họa sĩ Lili Elbe và Gerda Wegener. Vai chính là Eddie Redmayne đóng vai Lili Elbe, một trong những người đầu tiên được biết tới đã giải phẫu chuyển đổi giới tính, Alicia Vikander đóng vai Gerda Wegener, Matthias Schoenaerts vai Hans Axgil, và Ben Whishaw vai Henrik.
Cuốn phim này đã được chiếu trong cuộc tranh giải Liên hoan phim Venezia 72, và cũng được chiếu trong phần giới thiệu đặc biệt giải phim quốc tế Toronto 2015.
Phim đã bị chỉ trích vì không mô tả chính xác những biến cố lịch sử, nhân cách Lili và Gerda cũng như quan hệ của họ với nhau. Tuy nhiên diễn xuất của Redmayne và Vikander được khen ngợi rất nhiều và nhận được nhiều đề cử trong các hạng mục về diễn xuất; cụ thể tại giải Oscar 2016, Vikander đoạt giải Nữ diễn viên phụ xuất sắc nhất và Redmayne được đề cử ở hạng mục Nam diễn viên chính xuất sắc nhất; riêng bộ phim được nhận các đề cử ở hạng mục Sản xuất xuất sắc nhất và Thiết kế phục trang xuất sắc nhất. Ở giải BAFTA, bộ phim được đề cử giải Phim Anh Quốc hay nhất.

## Cốt truyện
Phim lấy bối cảnh ở thủ đô Copenhagen của Đan Mạch vào thập niên 1920, kể về cuộc sống của họa sĩ nổi tiếng Einar Wegener (hay Lili Elbe khi đã là phụ nữ), một trong những người chuyển giới đầu tiên trên thế giới. Einar, một họa sĩ Đan Mạch chuyên vẽ phong cảnh và tranh minh họa tài năng, từng có cuộc sống vợ chồng hạnh phúc với họa sĩ Gerda Wegener, cô họa sĩ vẽ chân dung người Mĩ. Gerda vô tình kéo chồng mình vào một cuộc chơi, khiến ông nhận ra giới tính thật của mình.
Khi nữ người mẫu không đến, Gerda nhờ chồng Einar giả gái để cô thực hiện bức họa dang dở. Từ giây phút chạm vào chiếc váy, thoa lên môi son đỏ, Einar có những thay đổi đến không ngờ và cuộc sống vợ chồng của họa sĩ nổi tiếng gặp phải nhiều sóng gió.
Bức tranh vẽ nhân vật Lili (tên do Gerda đặt cho chồng khi thấy anh thể hiện quá hoàn hảo trong vai trò người mẫu nữ) trở nên nổi tiếng, và Gerda tiếp tục vẽ những bức tranh chân dung của chồng mình. Nhưng Gerda không ngờ rằng, cô đang ngày càng đánh thức một con người khác trong cơ thể anh. Từ hành động hóa trang ban đầu, việc được trở thành phụ nữ trở thành một phần trong cuộc sống mà Einar không thể nào từ bỏ. Trong những buổi tiệc tùng và hẹn hò cùng đàn ông, anh đã cố gắng không để bị phát hiện và quan sát các cử chỉ, lời nói của các cô gái khác, đến nỗi Einar có thể bắt chước họ một cách hoàn hảo. Và rồi cũng tới ngày, anh muốn vĩnh viễn ở trong cơ thể của một người phụ nữ.

## Diễn viên
- Eddie Redmayne trong vai Einar Wegener / Lili Elbe (trong đời thực Lili Elvenes)
- Alicia Vikander trong vai Gerda Wegener (họ trước khi kết hôn: Gottlieb)
- Matthias Schoenaerts trong vai Hans Axgil (trong đời thực: Fernando Porta)
- Ben Whishaw trong vai Henrik Sandahl (trong đời thực: Claude Lejeune)
- Amber Heard trong vai Ulla Paulson
- Sebastian Koch trong vai Bác sĩ Kurt Warnekros
- Pip Torrens trong vai Bác sĩ Jens Hexler
- Nicholas Woodeson trong vai Bác sĩ Buson
- Emerald Fennell trong vai Elsa
- Adrian Schiller trong vai Rasmussen
- Henry Pettigrew trong vai Niels
- Chó Pixie trong vai Havappe, chú chó Jack Russell

## Quá trình sản xuất

### Phát triển
Nữ biên kịch Lucinda Coxon viết kịch bản cho phim Cô Gái Đan Mạch gần 10 năm trước khi đưa vào sản xuất. Trong một lần phỏng vấn với tờ Creative Screenwriting, bà cho biết:
Tôi bắt đầu viết vào năm 2004 cùng ê kíp và trong vài năm sau, chúng tôi đã có một kịch bản đầy tự hào. Chúng tôi cực kỳ phấn khích và riêng tôi "ngây ngô" mang niềm tin rằng tất cả mọi người sẽ thích kịch bản này. Kiểu như khi bạn thích một dự án nào đó và đổ toàn bộ tâm huyết vào, bạn đinh ninh là ai cũng sẽ thích. Các diễn viên cũng rất thích kịch bản. Một vài nữ diễn viên nổi tiếng muốn vào vai Gerda, nhưng chủ đề khá nhạy cảm của Cô Gái Đan Mạch thì lại kén người diễn vai Lili, nên quá trình kiếm diễn viên gặp chút khó khăn. Chúng tôi đã gặp nhiều đạo diễn và mỗi người lại có một kế hoạch khác nhau.
Vào tháng 9 năm 2009, đạo diễn Tomas Alfredson tiết lộ với Variety rằng kế hoạch sản xuất phim Cô Gái Đan Mạch sẽ được tiến hành song song với một kịch bản chuyển thể khác mà ông cũng đang làm là Tinker Tailor Solider Spy. Ông cho biết: "Chúng tôi đã thảo luận gần một năm và giờ thì chúng tôi sẽ chuẩn bị vào khâu sản xuất." Tháng 12 năm 2009, vài tờ báo Đan Mạch đưa tin rằng Alfredson không còn tham gia đạo diễn phim Cô Gái Đan Mạch nữa mà sẽ tập trung vào mỗi Tinker Tailor Soldier Spy. Alfredson nói rằng ông thấy hối hận vì đã sớm đưa tin ông sẽ đạo diễn phim Cô Gái Đan Mạch trước khi hợp đồng được chính thức ký kết. Ông nói ông vẫn muốn làm bộ phim này và có thể sẽ quay trở lại với phim.
Ngày 12 tháng 1 năm 2010, một đạo diễn người Thụy Điển là Lasse Hallström đã thông báo với giới truyền thông rằng ông sẽ thay thế Alfreson ở vị trí đạo diễn phim Cô Gái Đan Mạch.

### Tuyển diễn viên
Năm 2008, Nicole Kidman là người đầu tiên được chọn vào vai Einar/Lili và phim sẽ được sản xuất bởi công ty riêng của cô Blossom Films. Charlize Theron ban đầu được giao cho vai Gerda Wegener nhưng vì một số lý do, cô đã rời dự án phim và được thay thế bởi Gwyneth Paltrow nhưng Paltrow cũng bỏ phim do những thay đổi địa điểm quay phim. Cũng có tin đồn rằng Uma Thurman sẽ là người thay thế Paltrow. Tháng 9 năm 2010, Marion Cottilard được đồn dẫn đầu danh sách các ứng viên đóng vai nhân vật Gerda Wegener.
Ngày 11 tháng 6 năm 2010, tờ The Hollywood Reporter đưa tin bộ phim Cô Gái Đan Mạch nhận được 1,2 triệu Euro (tương đương 1,5 triệu đô la Mỹ) tiền trợ từ Hội Đồng Phim NRW của Đức với điều kiện được thỏa thuận trong hợp đồng là phải có phần quay phim dài 19 ngày ở Đức. Tháng 2 năm 2011, tờ Screen Daily đưa tin đã bộ phim sẽ tiến hành quay phim vào tháng 7 trong năm và nữ diễn phiên Rachel Weisz vào vai Gerda Wegener. Đến tháng 5 năm 2011 thì báo chí đưa tin cả Rachel Weisz và đạo diễn Lasse Hallström đều rời bỏ dự án.
Ngày 28 tháng 4 năm 2014, truyền thông xác định Tom Hooper sẽ đạo diễn bộ phim và Eddie Redmayne sẽ đóng vai chính trong phim (vai Einar). Ngày 19 tháng 6 năm 2014, nữ diễn viên Alicia Vikander được thông báo tham gia vào phim trong vai Gerda. Ngày 8 tháng 1 năm 2015, nam diễn viên gốc Bỉ Matthias Schoenaerts tham gia bộ phim.

### Quay phim
Quá trình quay phim được dự định tiến hành vào mùa xuân năm 2010 ở thủ đô Berlin, Đức. Nữ biên kịch Lucinda Coxon tiết lộ với tạp chí Creative Screenwriting rằng khi mới bắt đầu quay, đạo diễn Tom Hooper đã quay dựa trên kịch bản cũ:
Ê kíp và tôi đã viết đi viết lại khoảng 20 bản nháp trước khi làm việc cùng đạo diễn Tom Hooper. Bản phim cuối cùng được chọn thực chất là dựa trên bản thảo đã được làm lại trước đó mà Tom đã đọc hồi 2008. Tôi đã phải gần như viết lại toàn bộ kịch bản cho Tom, nhưng sau cùng thì chúng tôi quyết định lấy phiên bản ít sửa đổi nhất so với kịch bản gốc.
Quay phim bắt đầu chính thức vào tháng 2 năm 2015, lúc này nhiều người đã thấy Redmayne trong phim trường. Phim bắt đầu quay ở bờ sông Nyhavn và cảnh đã được dựng cảnh để trông giống thành phố Copenhagen vào những năm 1930. Các cảnh trong hai căn hộ ở Đan Mạch và Paris được dựng cảnh trong phim trường Elstree ở London và các cảnh thêm vào được quay ở Copenhagen và Brussels. Quá trình sản xuất của phim được kết thúc vào ngày 12 tháng 4 năm 2015. Đoàn làm phim mất tổng cộng 44 ngày cho 186 cảnh ở 6 quốc gia.

### Giai đoạn hậu kỳ
Quá trình hậu kỳ của phim kết thúc vào tháng 9 năm 2015. Theo lời của nhà soạn nhạc Alexandre Desplat, giai đoạn hậu kỳ diễn ra khá nhanh chóng. Ông soạn nhạc song song với quá trình cắt phim nên chỉ mất khoảng 1 tuần để lồng nhạc vào phim trước khi công chiếu tại Venice Film Festival.
Đạo diễn Tom Hooper tiết lộ với Indiewire và After Ellen rằng kết thúc trong phim khác với trong tiểu thuyết (Gerda và Hans sống cùng nhau) và trong đời thực (Gerda và Lili không sống cùng nhau trong những ngày cuối đời của Lili). Trong phim, ông cũng giảm bớt tầm quan trọng trong tuyến nhân vật của Hans vì ông không muốn biến tình cảm của 2 nhân vật Gerda và Hans thành đối trọng với tình cảm của Gerda và Lili. Ông muốn để tuyến tình cảm của hai nhân vật này mập mờ một chút vì riêng Lili và Gerda đã xem nhau là tình yêu duy nhất trong đời mình (mặc dù trong phim cho thấy dường như tình cảm giữa Gerda và Hans đã dần biến thành tình yêu thay vì tình bạn như ban đầu). Ông đã hướng kịch bản theo hướng này để bảo vệ tình yêu cao đẹp giữa Gerda và Lili.
Trong một lần phỏng vấn với kênh MTV International, nữ diễn viên Vikander tiết lộ 2 phân cảnh có Amber Heard nhảy múa trong phim đã bị cắt bỏ; và riêng quá trình cắt phim đầu tiên đã hơn 2 tiếng đồng hồ.

## Phát hành
Ngày 4 tháng 3 năm 2015, hãng phim Focus Features đã lên kế hoạch chiếu phim ở một số rạp nhất định vào ngày 27 tháng 11 năm 2015. Bộ phim được công chiếu lần đầu tại Venice Film Festival lần thứ 72 vào ngày 5 tháng 9 năm 2015. Hãng Universal Pictures đảm nhận phân phối phim ở các vùng lãnh thổ khác ngoài Mỹ, với việc bắt đầu phát hành ở Anh vào ngày 1 tháng 1 năm 2016.

### Home media
Phim được phát hành dưới dạng DVD và Blu-ray vào ngày 1 tháng 3 năm 2016 ở Mỹ.

### Quảng bá
Hình ảnh đầu tiên của diễn viên Redmayne trong vai Lili Elbe được đăng trên các phương tiện truyền thông vào ngày 26 tháng 2 năm 2015. Một vài áp phích phim có hình của Redmayne và Vikander được phát hành vào tháng 8. Ngày 1 tháng 9 năm 2015, trailer quảng cáo đầu tiên được tung ra. Ngày 19 tháng 11 năm 2015, đoạn clip đầu tiên trong phim được phát hành.

## Đánh giá và đón nhận

### Doanh thu phòng vé
Cô Gái Đan Mạch thu về 11,1 triệu đô la Mỹ ở khu vực Bắc Mỹ và 53,1 triệu đô la Mỹ ở các vùng lãnh thổ khác. Tổng cộng doanh thu toàn cầu là 64,2 triệu đô la so với chi phí làm phim là 15 triệu đô la.
Phim được chiếu thử ở khu vực Bắc Mỹ ở 4 rạp chiếu của New York và Los Angeles vào ngày 27 tháng 11 năm 2015 trước khi phát hành rộng rãi vào tháng 12. Tuần đầu tiên phim thu về 185,000 đô, trung bình 46,250 đô mỗi rạp, đứng thứ 6 trong top những phim có doanh thu mở màn cao nhất mỗi rạp của năm 2015. Trong tuần chiếu thử, 58% khán giả là phụ nữ và 67% khán giả trên 40 tuổi.

### Đánh giá
Trên trang Rotten Tomatoes, phim được đánh giá 68% dưa trên 237 phê bình, với điểm trung bình là 6.61/10. Các ý kiến đồng thuận nhận xét: "Cô Gái Đan Mạch vừa cho thấy một khía cạnh tài năng khác trong diễn xuất của Eddie Redmayne, vừa đào sâu vào chủ đề rất đáng suy ngẫm nhờ vào cách làm phim đầy tính nghệ thuật". Trên trang Metacritic, bộ phim nhận được số điểm 66/100 dựa trên 41 đánh giá, đồng nghĩa với "phim được yêu thích".
Trang phim độc lập FilmDebate đánh giá Cô Gái Đan Mạch là "phim quan trọng nhất của 2015", với bình luận "Đây không chỉ là phim hay nhất năm mà còn là phim quan trọng nhất. Câu chuyện và diễn xuất đồng điệu cùng nhau ở mức độ trung thực nhất khiến mọi người đều phải nghiền ngẫm và thán phục".
Diễn xuất trong phim, đặc biệt là của hai nhân vật chính Redmayne và Vikander, nhận được những lời khen ngợi đáng kể. Marie Asner của trang Phantom Tollbooth cho biết: "Diễn xuất của hai nhân vật chính là điểm mấu chốt làm nên cả bộ phim". Diễn xuất của Redmayne được Jim Schembri của đài 3AW miêu tả là "một ví dụ xuất sắc cho thấy Redmayne có thể hoá thân vào nhân vật tuyệt vời như thế nào". Linda Cook của tờ Quad-City Times khen ngợi diễn xuất của Redmaybe "rất thật, rất xé lòng".

## Những tranh cãi
Ngoài những khen ngợi, có những lời chỉ trích cho rằng Cô Gái Đan Mạch chẳng khác nào những tiểu thuyết tình dục trong đó ép một người nam hành xử như một người con gái không hơn không kém, đã thế phim còn gây khó hiểu, mập mờ một câu chuyện có thật về một nhân vật biến đổi giới tính trong lịch sử. Phim còn bị chê là dựa trên những tình tiết không thật của tiểu thuyết chứ không kể lại câu chuyện thật của Lili và Gerda Wegener.
Thêm vào đó, phim còn nhận được sự phản đối của cộng đồng LGBT vì Redmayne, một người đàn ông, thể hiện chân dung của một người chuyển giới thành phụ nữ. Các tranh cãi cho rằng điều này chẳng khác nào cho rằng người chuyển giới thành phụ nữ đơn giản là "đàn ông mặc váy".

### Tranh cãi xoay quanh hạng mục đề cử giải Oscar
Nữ diễn viên Alicia Vikander được nhận giải Oscar cho Nữ diễn viên phụ xuất sắc nhất với vai diễn Gerda Wegener trong phim. Đây cũng là giải thưởng duy nhất trong tổng cộng 4 đề cử phim nhận được. Tuy nhiên, Hội đồng giải thưởng bị chỉ trích nặng nề vì đã trao giải này cho Vikander trong khi đáng lẽ với một thời lượng xuất hiện trong phim khoản 1 tiếng đồng hồ, tức 50% thời gian của phim, thì Vikander phải được đề cử ở hạng mục Nữ diễn viên chính xuất sắc nhất mới đúng. Đây thực ra chính là quyết định của hãng phim Focus Features để vận động giải Oscar cho Vikander vì ở hầu hết các giải thưởng phim khác, nhiều nữ diễn tuy đóng chính (tương tự như trường hợp của Vikander) nhưng đều được đề cử ở hạng mục Nữ diễn viên phụ và thường thắng giải. Việc cố tình để Vikander không được chọn vào danh sách cuối cùng của đề cử Nữ diễn chính xuất sắc là có mục đích vì nếu được chọn, cô sẽ phải tranh giải với một nữ diễn khác là Brie Larson, người đã thể hiện xuất sắc trong phim Room. Trong khi đó ở hạng mục Nữ diễn viên phụ xuất sắc, Vikander sẽ có cơ hội thắng giải cao hơn.
Tai hai lễ trao giải Quả Cầu Vàng và Giải thưởng Điện ảnh Viện Hàn Lâm Anh Quốc, với vai diễn Gerda trong Cô Gái Đan Mạch, Vikander được đề cử ở hạng mục Nữ diễn viên chính xuất sắc và đồng thời cô cũng được đề cử ở hạng mục Nữ diễn viên phụ xuất sắc cho vai diễn của mình ở một bộ phim khác mang tên Ex Machina.

### Tình tiết lịch sử có thật
- Lili Elbe không phải là người chuyển giới thành phụ nữ đầu tiên được ghi nhận. Người đầu tiên là Dorchen Richter của Đức.
- Phim Cô Gái Đan Mạch dựa trên tiểu thuyết cùng tên của David Ebershoff. Chính Ebershoff cho biết rằng quyển tiểu thuyết của ông không kể chính xác những gì trong cuộc đời thật của Lili Elbe. Ông không chỉ tưởng tượng hầu hết những gì ông viết về cuộc sống nội tâm của Elbe, mà còn sáng tạo ra các nhân vật khác trong tiểu thuyết, ví dụ như Hans và Henrik (cả hai nhân vật này đều xuất hiện trong phim). Mặc dù có những điểm không giống, bộ phim vẫn được quảng bá là "câu chuyện có thật" và "chuyện tình có thật". Đạo diễn Tom Hooper cho biết bộ phim gần với câu chuyện có thật về Lili Elbe hơn trong sách của Ebershoff.
- Nhân vật Ulla Paulson là một nhân vật tiểu thuyết dựa trên hình mẫu có thật là Ulla Poulsen, một diễn viên múa ballet người Đan Mạch và là bạn thân của Lili và Gerda.
- Bối cảnh phim bắt đầu vào năm 1926, ở ngoài đời thật thì Lili đã 44 tuổi và Gerda đã 40 tuổi. Hôn nhân của cả hai kéo dài 26 năm (1904-1930); khi kết hôn, Lili được 22 tuổi và Gerda được 18 tuổi. Tuy nhiên, trong phim chỉ đề cập rằng Lili và Gerda kết hôn được 6 năm.
- Gerda trong đời thật là một người phụ nữ tóc vàng, mắt xanh (như được vẽ trong các bức tự họa của bà) với nước da trắng xanh, trong khi diễn viên Alicia Vikander là tóc nâu và mắt nâu cùng với nước da màu ô liu. Vikander phải đội mái tóc giả màu vàng khi đóng phim. Cô tiết lộ với tờ The New York Times rằng các nhà làm phim do thấy cô không có nét giống người Scandinavia nên đã hóa trang cho da trắng hơn và tái hơn.
- Trong suốt các tình tiết lịch sử được tái dựng trong phim, Gerda đời thật khoảng 43, 44 tuổi, Lili thì 47 tuổi khi bà phẫu thuật tái thiết lại giới tính vào năm 1930 và mất năm kế tiếp lúc bà 48 tuổi. Khi đóng phim này, Eddie Redmayne đã 33 tuổi và Alicia Vikander thì 26 tuổi.
- Lili và Gerda đời thật chuyển đến Paris năm 1912, khi họ đã 30 và 26 tuổi. Trong phim thì tái dựng cả hai chuyển đến Paris vào cuối những năm 1920. Vào hai thập niên 1910 và 1920, Paris đã rất phóng khoáng và tự do hơn rất nhiều, đó là lý do tại sao Gerda và Lili dọn đến ở dễ dàng và Gerda thoải mái sống như một người đồng tính nữ. Phân cảnh khi Lili, trong quần áo đàn ông, bị 2 người đàn ông Paris đánh vì cho rằng Lili là đồng tính nữ chỉ là tình tiết trong phim.
- Tên đầy đủ của Lili sau khi chuyển giới là Lili Ilse Elvenes. Cái tên "Lili Elbe" chỉ là tên dùng trong phim và được đặt bởi một nhà báo ở Copenhagen là Louise "Loulou" Lassen.
- Các tình tiết bao gồm xu hướng tính dục của Gerda (có thể thấy trong các bức vẽ gợi dục của bà), và sự xa cách trong mối quan hệ giữa Gerda và Lili sau khi kết thúc hôn nhân vào năm 1930 đều được lược bỏ trong cả tiểu thuyết và phim.
- Các tình tiết lịch sử không được nhắc đến trong phim bao gồm: các bức họa erotica đồng tính nữ nổi tiếng của Gerda; trong lần phẫu thuật cuối cùng và lúc chết của Lili, Gerda không có mặt bên cạnh vì lúc đó bà đang sống ở Ý cùng với người chồng thứ hai Fernando Porta, một quan chức người Ý. Gerda li hôn với Porta năm 1936, cả hai không có con cái và sau đó Gerda không tái hôn lần nào nữa. Bà trở lại Đan Mạch, bắt đầu nghiện rượu và chết năm 1940 trong tình trạng không một xu dính túi. Nhân vật Hans Axgil trong phim thực chất là không hề có thật trong đời của Gerda. Đây chỉ là nhân vật hư cấu dựa trên (không hoàn toàn) hình mẫu của Fernando Porta, mặc dù Fernando Porta không phải là bạn thời thơ ấu của Einar/Lili. Họ Axgil không phải là một họ thường thấy ở Đan Mạch. Đây là họ dựa trên tên một cặp đôi đồng tính có thật Axel và Eigil Axgil, cặp đôi đồng tình đầu tiên được công nhận trên mặt luật pháp kết hợp dân sự (hoặc chung sống có đăng ký).
- Bạn trai của Lili ở thời điểm bà trải qua lần phẫu thuật cuối cùng và mất đi là một thương buôn tranh nghệ thuật người Pháp tên Claude Lejeune. Ông là người mà Lili mong mỏi được kết hôn cùng và có con. Có một bức ảnh của Lili và Lejeune hẹn hò nhau từ năm 1928 khi Lili và Gerda còn kết hôn trên mặt giấy tờ. Lejeune không được nhắc đến trong phim. Nhân vật Henrik trong phim là một nhân vận hư cấu dựa trên hình mẫu của Lejeune.
- Trong phân cảnh cuối cùng, khi Gerda và Hans đứng trên núi Vejle Fjord, có hiện lên hình ảnh đồi núi đằng sau. Đan Mạch thực tế không có ngọn núi nào. Các cảnh quay núi đồi được thực hiện trên núi Mannen ở Na Uy và ở đảo Sheppey của Anh. Tình tiết không theo nguyên mẫu lịch sử này là do chính đạo diễn Tom Hooper quyết định. Hooper sau đó đã xin lỗi người dân Đan Mạch vì sai lầm này của ông.

## Cấm chiếu
Phim bị cấm chiếu tại Qatar vì vấn đề thuần phong mỹ tục, cũng như tại Các Tiểu Vương quốc Ả Rập Thống nhất, Oman, Bahrain, Jordan, Kuwait và Malaysia.